# Ferdinand Sieber
Ferdinand Sieber   (Viena, 5 de novembre de 1822 - Berlín, 19 de febrer de 1895) fou un cantant, mestre de cant i compositor austríac.
Fou deixeble de Miksch i de Ronconi, i després d'haver actuat durant algun temps com a cantant escènic, el 1848 s'establí a Dresden per dedicar-se a l'ensenyança del cant, i el 1854 es traslladà a Berlín, assolint gran reputació tant en una com a l'altra ciutat.
Publicà gran nombre d'obres, la majoria d'elles didàctiques. Cal mencionar: Die Schule der Geläufigkeit für Saenger und Saengerinnen; 60 leichte Vokalisen und Solfeggien in sechs Heften; 60 zwei-drei-und vierstimmige Vokalisen; 60 Vokalisen für vorgerücktere Gesangschuler zur höhern Ausbildung der Technik; 24 sechzehntaktige Vokalisen in allen Dur-und Molltornaten; Achttaktige Vokalisen; Die Kunst des Gesangs. Vollstaendige Theoritsche-praktische Gesangschule; Theoretische Prinsipien; 60 Vokalisen; Vorschule der Gesangs für das jugendliche Alter vor dem Stimmwechsel; Vollstaendiges Lehrbuc der Gesangskunst für Lehrer und Schüler; Katechismus der Gesangskunst (1862; 12.ª ed., 1903); Die Aussfrache des Italianischen im Gesangs; Aphorismen aus dem Gesangsleben (1865); Kurze Anleitung zum gründlichen Studium des Gesangs; Handbuch des deutschen Liedershatzes, Cataleg de 10.000 lieder classificats segons la seva extensió vocal.